# Gare de Villeneuve-sur-Yonne
Gare de Villeneuve-sur-Yonne – stacja kolejowa w Villeneuve-sur-Yonne, w departamencie Yonne, w regionie Burgundia-Franche-Comté, we Francji.
Jest stacją Société nationale des chemins de fer français (SNCF), obsługiwaną przez pociągi TER Bourgogne.

## Położenie
Znajduje się na wysokości 82 m .n.p.m., 126,958 km linii Paryż – Marsylia, pomiędzy stacjami Étigny - Véron i Saint-Julien-du-Sault.

## Historia
Stacja została otwarta w 1849 roku.